# Uvae ursi folium
 Uvae ursi folium, ou « Feuille de busserole », est une drogue végétale à usage médicinal constituée par des feuilles de busserole, ou raisin d'ours (Arctostaphylos uva-ursi), espèce de plantes de la famille des Ericaceae. 

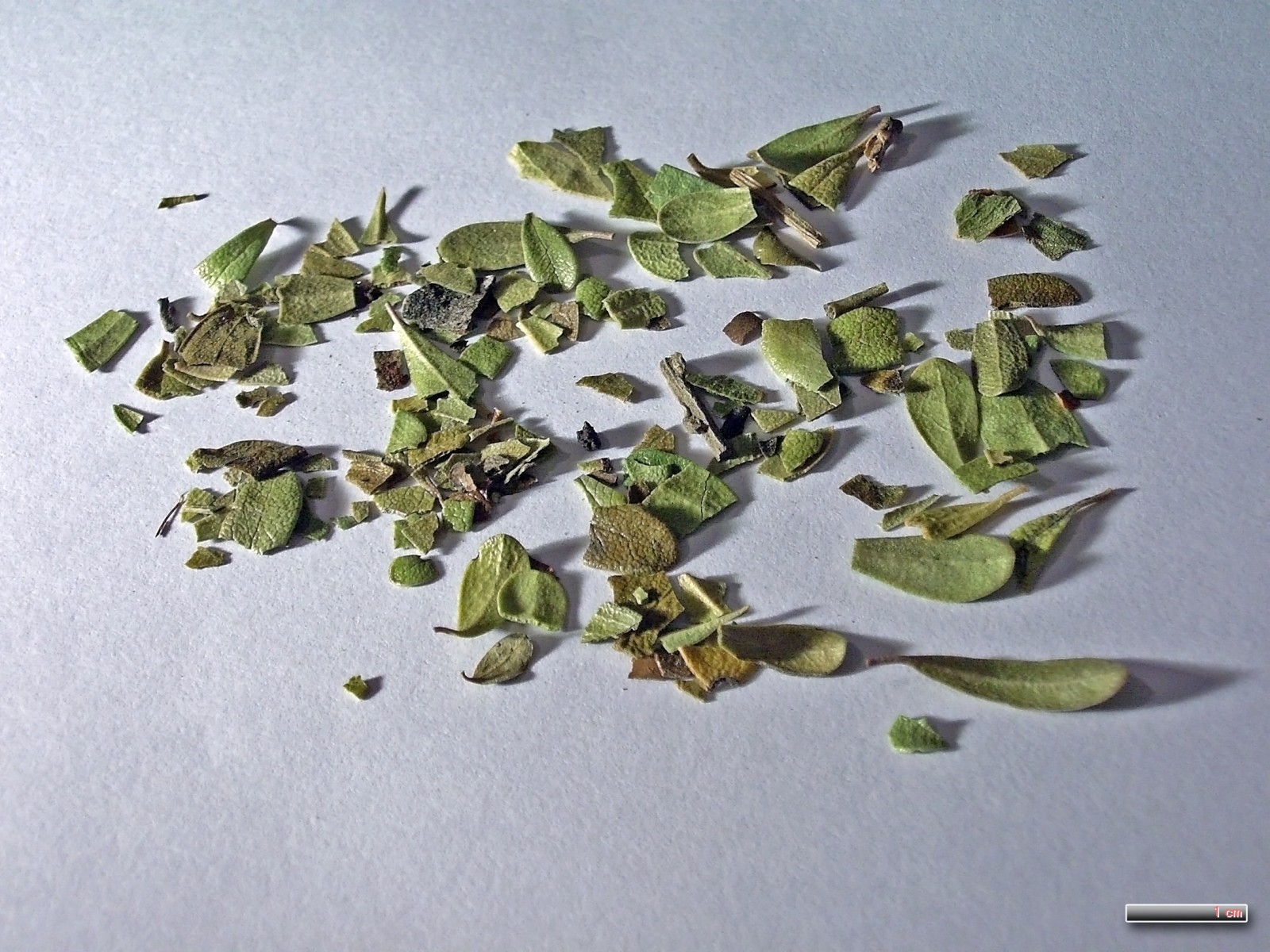
Fragments desséchés de feuilles de busserole médicinale (Uvae ursi folium).

La feuille de busserole est  traditionnellement utilisée pour le traitement des troubles des voies urinaires. Elle est inscrite dans de nombresues pharmacopées depuis 1926, notamment à la Pharmacopée européenne (2017), dans la liste des monographies de la Commission E (Allemagne, 1998), dans les monographies de la Coopération scientifique européenne en phytothérapie (ESCOP, 2003), ainsi qu'à l’American Herbal Pharmacopoeia (sous le nom d’Uva Ursi leaf).
Cependant, en 1995, Santé Canada a classé le Raisin d'ours parmi les plantes jugées inacceptables comme ingrédients dans les médicaments en vente libre pour usage humain,.
Outre ses applications thérapeutiques, des extraits d’Uvae ursi folium ont été largement utilisés dans des préparations cosmétiques pour éclaircir la peau, les principes actifs étant l'hydroquinone et ses dérivés.

## Synonymes
- feuille de busserole, feuille de raisin d’ours,
- folia artostaphyli, folia garjubae, folia uvae-ursi, folia vaccinii ursi, herba garjubae[7].

## Présentation
Uvae ursi folium  est constituée par des feuilles de busserole (Arctostaphylos uva-ursi (L.) Spreng.) desséchées, entières ou fragmentées, broyées ou réduites en poudre, et contenant au minimum 7 % d'arbutine anhydre. On peut aussi utiliser des extraits fluides ou secs, obtenus à l'aide de solvants, tels que l'éthanol ou l'eau.
Les préparations à base de feuilles de busserole se présentent en général sous forme de tisane à boire, de poudre pour infusion  ou en sachets-doses, et sous forme solide, dragées ou comprimés, à usage oral. Elles peuvent aussi se trouver, notamment les extraits secs standardisés en arbutine, en mélanges à visée rénale ou vésiculaire avec d'autres substances végétales dans certains médicaments à base de plantes,.  
Des confusions, ou falsifications, peuvent être faites avec des feuilles d'autres Ericaceae, comme Vaccinium vitis-idaea ou Arctostaphylos pungens, cette dernière ne contenant pas d'arbutine. Les mélanges peuvent être détectés par examen macro- et microscopique et par analyse par chromatographie sur couche mince (CCM).

## Substance active
Le composant actif de la feuille de Busserole est l'arbutine. Ce composé est converti dans l'organisme en hydroquinone qui possède des propriétés antimicrobiennes, astringentes et désinfectantes. L'arbutine est également un inhibiteur de la formation de mélanine.
La teneur en arbutine des feuilles de Busserole varie généralement de 5,95 à 7,16 %, teneur variant selon les saisons et les lieux de croissance de la plante.

## Indications
L'utilisation des feuilles de busserole remonte au Moyen Âge et est documentée dès le XIIIe siècle au pays de Galles chez les « Médecins de Myddfai ». Il semble qu'elle ait été utilisée comme remède populaire dans les régions du Nord bien avant son arrivée en Europe centrale.
Il n'existe aucun essai clinique portant sur des préparations qui contiennent uniquement la feuille de busserole. Les préconisations des différentes pharmacopées, et notamment celle du comité pour les médicaments à base de plantes (HMPC), reposent sur un « usage bien établi » de cette drogue végétale pour traiter les infections des voies urinaires basses. On considère en effet que malgré l'absence de preuves issues d'essais cliniques, l'efficacité de ces médicaments à base de plantes est plausible car ils sont utilisés en toute sécurité, sans surveillance médicale particulière, depuis au moins 30 ans. Il existe cependant des essais de laboratoire qui démontre que la feuille de Busserole a une action antibactérienne.
Selon la monographie de la pharmacopée européenne, la feuille de Busserole est considérée comme un médicament traditionnel à base de plantes utilisé, sous réserve que toute affection grave ait été exclue par un médecin, pour soulager les symptômes d'infections légères et récurrentes des voies urinaires inférieures, par exemple sensation de brûlure pendant la miction ou miction fréquente. Les préparations contenant la feuille de busserole ne peuvent être utilisés que chez les femmes adultes, pendant une durée maximale d'une semaine.
Diverses utilisations ont été décrites dans la médecine traditionnelle : comme diurétique, pour stimuler les contractions utérines et pour traiter le diabète, la mauvaise vue, les calculs rénaux ou urinaires, les rhumatismes et les maladies vénériennes. Elles ne sont pas étayées par des données expérimentales ou cliniques.

## Effets indésirables
L'administration orale de préparations d’Uvae ursi folium peut provoquer des nausées, des vomissements  et des maux de ventre causés par l'irritation de l'estomac due à la teneur élevée en tanins,ainsi que de l'irritabilité, de l'insomnie et une accélération du rythme cardiaque. Des doses extrêmement élevées d'Uvae ursi folium (c'est-à-dire dix fois la dose recommandée) peuvent provoquer des bourdonnements d'oreille, un essoufflement, des convulsions, un collapsus, un délire et des vomissements. Uvae ursi folium a également été associée à l'albuminurie, à l'hématurie et à l'incontinence urinaire.
Uvae ursi folium peut provoquer une coloration brun verdâtre de l'urine qui noircit au contact de l'air en raison de l'oxydation de l'hydroquinone,.